# Oenothera anomala
Oenothera anomala är en dunörtsväxtart som beskrevs av Curt.. Oenothera anomala ingår i släktet nattljussläktet, och familjen dunörtsväxter. Inga underarter finns listade i Catalogue of Life.